# Список призёров чемпионатов мира по шашечной композиции
Список призеров чемпионатов мира по шашечной композиции

## Международные шашки
Первый чемпионат мира по шашечной композиции в жанре проблем , PWCP-I (2002-2004 гг):
 Б.Федоров (Украина) A.Rom (США) B.Morkus (Литва).
Второй чемпионат мира по шашечной композиции в жанре проблемы (раздел миниатюры), PWVP-II (2007-2008 гг):
Владимир Матус (Россия) Алекс Моисеев (США) A.Kuyken (Швейцария).
Третий чемпионат мира по шашечной композиции в жанре проблемы (раздел малые проблемы), PWCP-III (2009-2010 гг):
Владимир Матус (Россия) V.Bieliauskas (Литва) Виктор Шульга (Беларусь).
Четвертый чемпионат мира по шашечной композиции в жанре проблемы (раздел средние проблемы), PWCP-IV (2011-2012 гг):
Владимир Матус (Россия) B.Morkus (Литва) Сергей Перепелкин (Россия).
Пятый чемпионат мира по шашечной композиции в жанре проблемы (раздел большие проблемы и проблемы-гиганты), PWCP-V (2012-2013 гг):
B.Morkus (Литва) Сергей Перепелкин (Россия) Владимир Матус (Россия).
Первый чемпионат мира по шашечной композиции в жанре этюды, PWCE-I (2004-2006 гг):
А.Федорук (Россия) J.Bastiaannet (Нидерланды) J.Bus (Нидерланды).
Второй чемпионат мира по шашечной композиции в жанре этюды, PWCE-II (2009-2010 гг):
M.Lepšić (Хорватия) A.Мoiseyev (США) J.Bastiaannet (Нидерланды).
Первый чемпионат мира по шашечной композиции в жанре задачи, PWCZ-I (2011-2012 гг):
Анатолий Шабалин (Беларусь) М.Федоров (Украина) Геннадий Богатырев (Украина).

## Русские шашки
Первый чемпионат мира по шашечной композиции в жанре проблемы, 64-PWCP-I (2011-2012 гг):
Пётр Шклудов (Беларусь) Александр Коготько (Беларусь) Николай Грушевский (Беларусь).
Первый чемпионат мира по шашечной композиции в жанре этюды, 64-PWCE-I (2012-2013 гг):
Пётр Шклудов (Беларусь) А.Горин (Россия) Василий Гребенко (Беларусь).